# 猴哥 (相机)

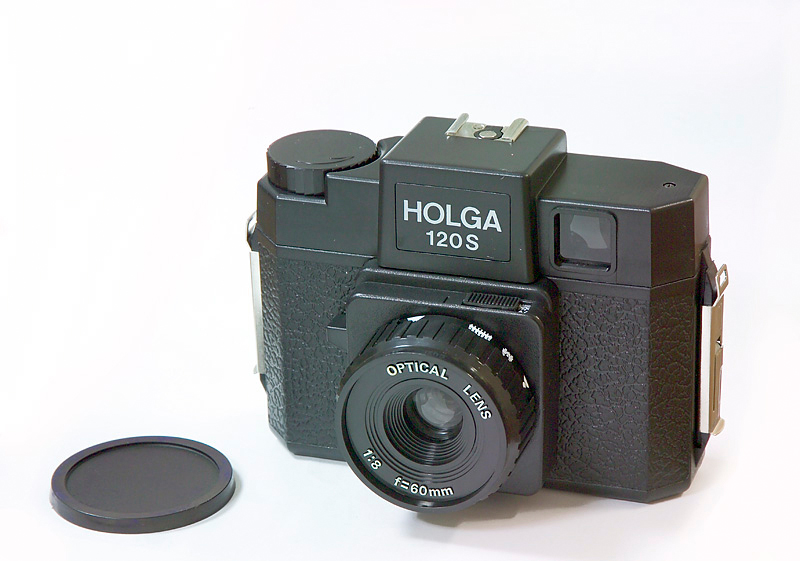
Holga 120S，使用120底片，光圈為f/8，鏡頭焦距為60mm

好㗎（Holga）相機是使用120膠卷格式廉價玩具型照相機。以能拍出獨特的低精確度照片，受到擁有另類審美觀的攝影愛好者所垂青。

## 歷史
Holga是由香港一位商人李定武所設計，1982年首次在香港生產。它的英文名字是來自中文「好光」的翻譯。因為當時黑白的120底片在中國大陸最為通用，但是後來因為35mm底片的興起，Holga的市場唯有轉向其他海外地區。後來，受到這些海外地區的攝影師所垂青，並屢次獲得國際藝術攝影或新聞攝影的獎項。

## 特色

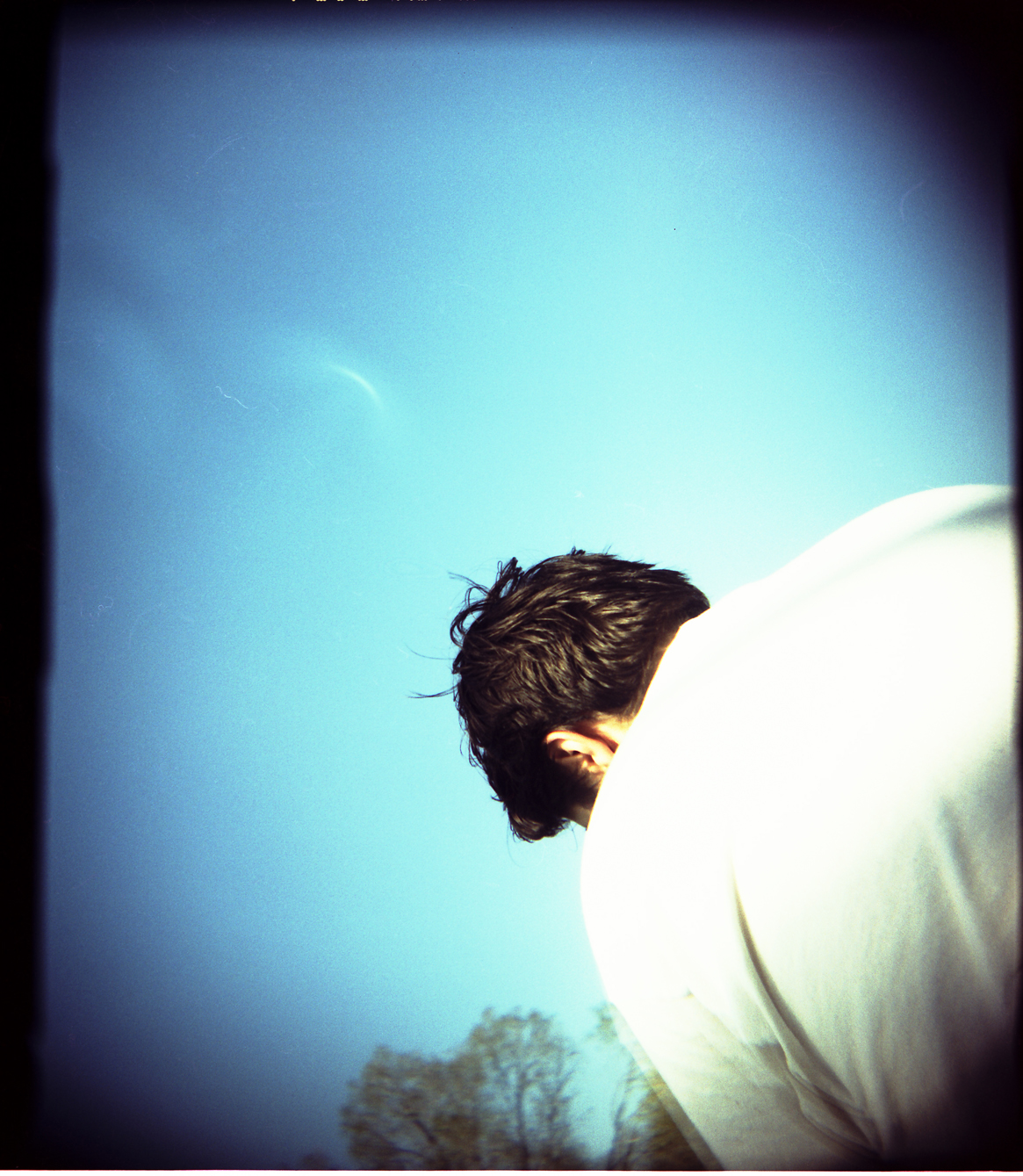
照相機瑕疵造成的暈光效果

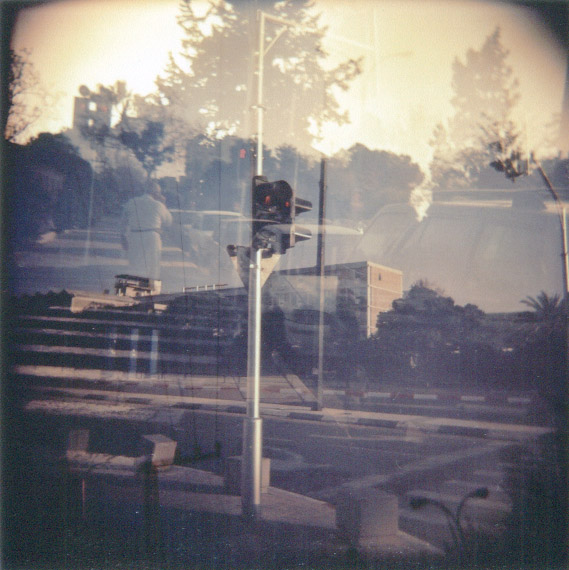
多重曝光的效果

由於猴哥照相機使用低成本的生產工藝，它不單以較低品質的塑膠或玻璃製的凸透鏡作為鏡頭用料，並且其塑膠外殼有時出現不能完全縫合的問題。故此有些猴哥照相機因為本身的瑕疵而產生非常獨特的效果，例如朦朧的邊緣、漸暈效應(vignetting)、對焦矇糊、漏光及其他失真的隨機效果。但正因為這些品質問題和其照片的不可預測性，部份攝影愛好者反而認為猴哥照相機拍出來的照片呈現超現實及印象派的個性風格。
由於近年猴哥照片的個性風格興起，專為不同品牌的數位單鏡反光相機而設的Holga鏡頭相繼出現，讓用者也可以利用數位相機拍出猴哥風格的照片，不需要使用傳統底片
。

## 型號
120底片

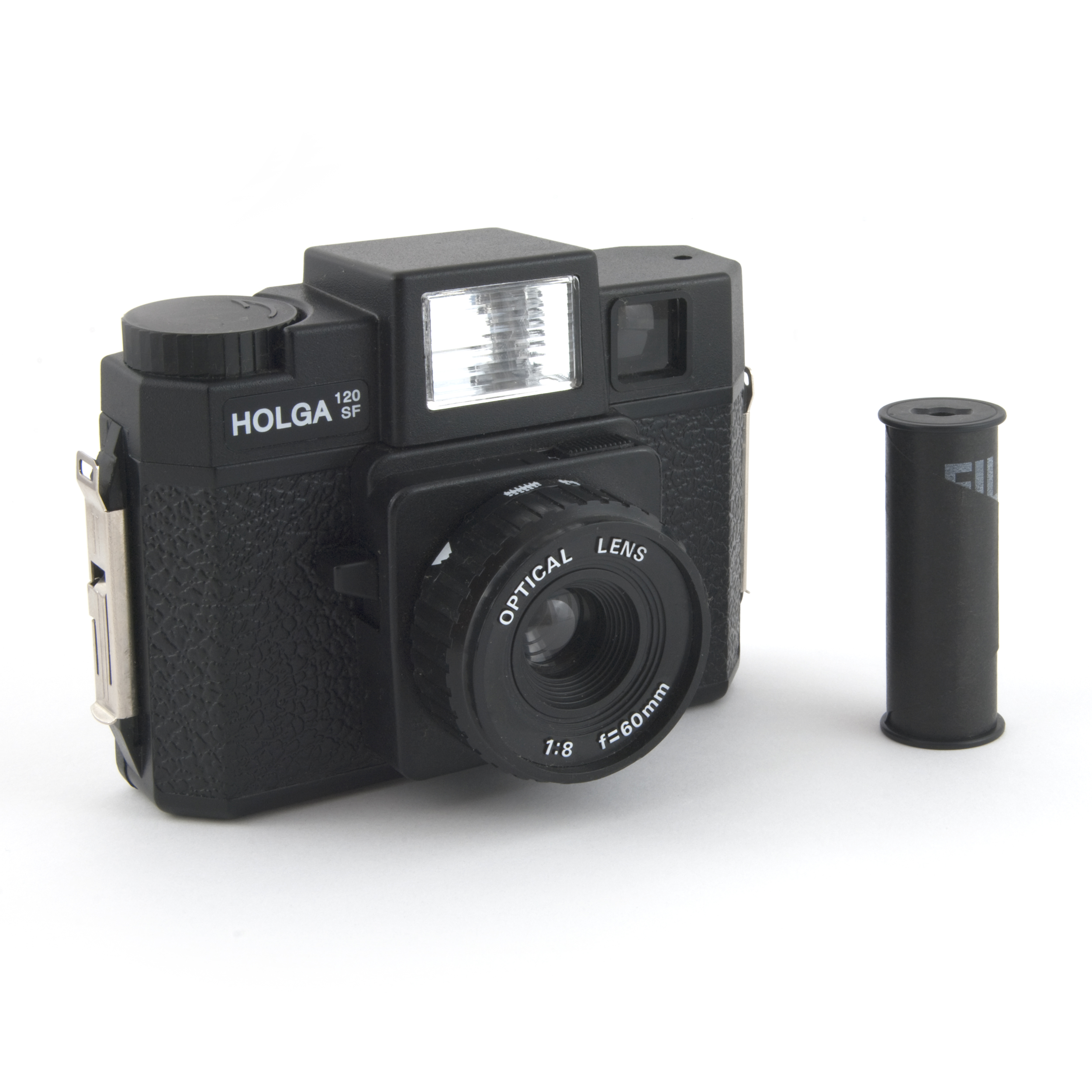
Holga 120SF及一卷120底片

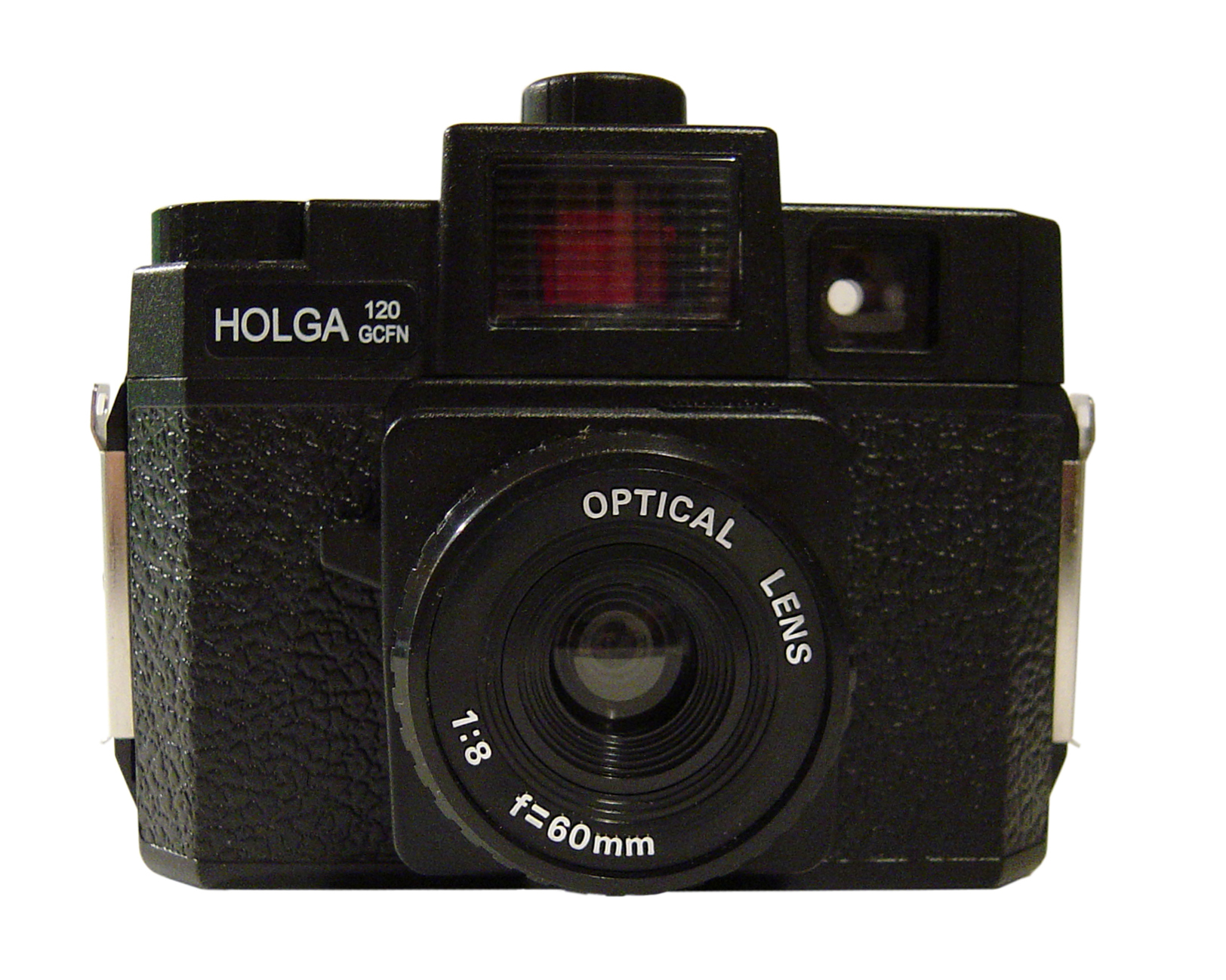
Holga 120GCFN

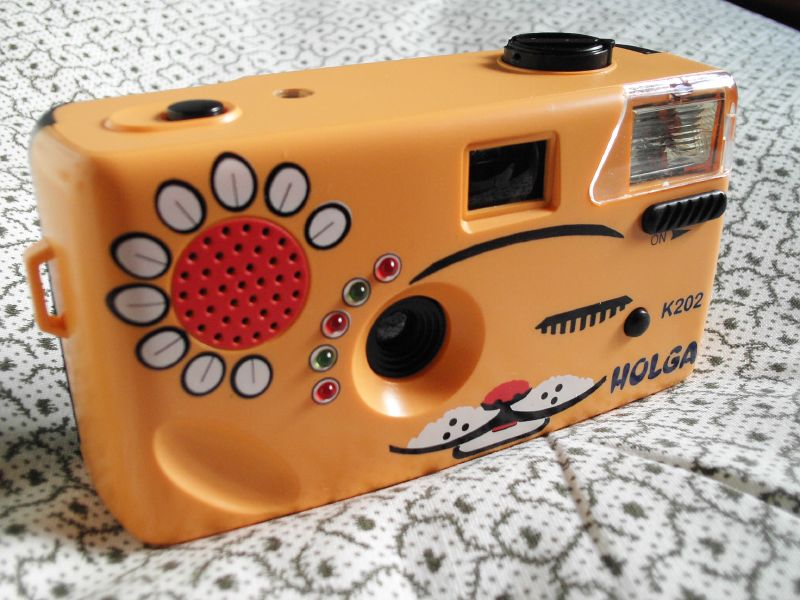
Holga K202

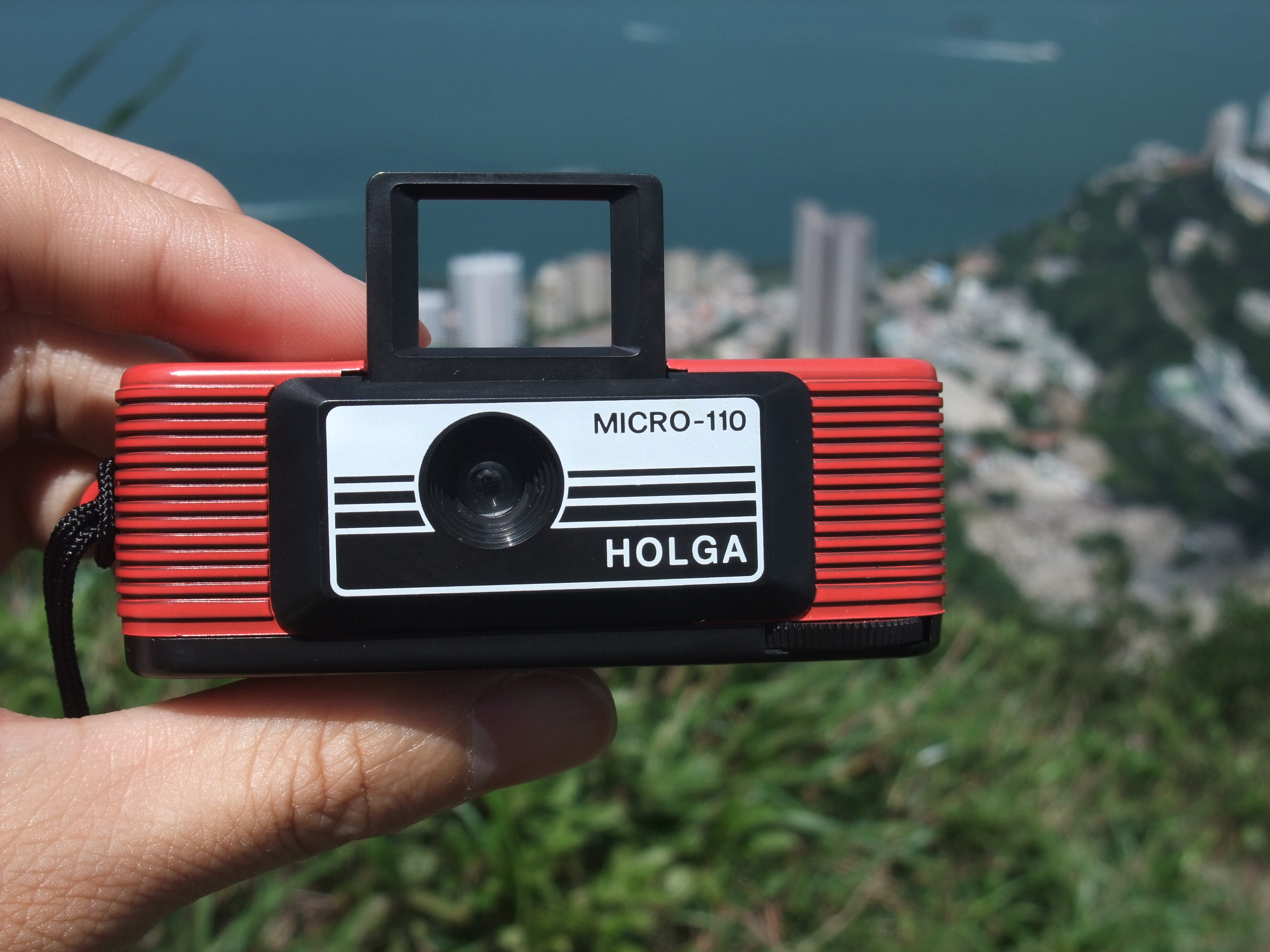
Holga 110

- Holga 120S - 已經停產的最初版本
- WOCA - 採用玻璃製鏡片的Holga 120S
- Holga 120N - 120的更新版
- Holga 120SF - 120S版，附內置閃光燈
- Holga 120FN - 120N版，附內置閃光燈
- Holga 120CFN - 120FN版，附內置彩色閃光燈
- Holga 120GN - 採用玻璃製鏡片的120N
- Holga 120GFN - 120GN版，附內置閃光燈
- Holga 120GCFN - 120N版，附內置彩色閃光燈
- Holga 120TLR - 雙鏡頭版本
- Holga 120GTLR - 採用玻璃製鏡片的120TLR
- Holga 120PC - 120N針孔版
- Holga 120WPC - 120N闊針孔版

135底片
- Holga 135 - 用35mm底片的版本
- Holga 135BC - 135的暗角版
- Holga 135PC - 135的針孔版
- Holga 135AFX - 135的紅外線自動對焦版
- Holga K202 - 貓咪造型版
- Holga K200N - 彩色閃光燈及可拆魚眼鏡版
- Holga K200NM - 多重曝光功能的K200N版
- Holga 135TIM - 半格底片版
- Holga 135TLR - 雙鏡頭版

110底片
- Holga Micro 110 - 用110底片的版本
- Holga 110 TFS - 附有全景攝影模式的110版

## 資料來源
1. ↑  Holga 照亮人生 李定武 （页面存档备份，存于），東方日報，
2012年04月29日
2. ↑  Holga作品獲白宮攝影最高榮譽 香港漏光相機潮爆國際 （页面存档备份，存于），蘋果日報，
2012年04月29日
3. ↑  . 香港: 數碼攝影 DC Photo. 2011年8月: 第42–45頁.
4. ↑  Schiesel, Seth. . New York Times. 8 June 2005  [3 August 2011]. （原始内容存档于2013-05-22）.（英文）
5. ↑  另類集體回憶 從古董塑膠相機翻看歷史 （页面存档备份，存于），信報，2014-9-19
6. ↑  . Holgadirect網站.   [2011-08-03]. （原始内容存档于2011-08-11）.

## 參看
- Lomography
- Diana相機

## 外部連結
- 香港官方網站
- 英文官方網站 （页面存档备份，存于）